# Rubus benguetensis
Rubus benguetensis är en rosväxtart som beskrevs av Adolph Daniel Edward Elmer. Rubus benguetensis ingår i släktet rubusar, och familjen rosväxter. Inga underarter finns listade i Catalogue of Life.